# نای‌دایجین
نای‌دایجین، وزیر داخلی، وزیر کشور (به ژاپنی: 内大臣 Naidaijin) یک مقام قدیمی در دربار امپراتوری در کیوتو بود. نقش، رتبه و اقتدار وزیر داخلی ژاپن در طی دوران پیش از دوره میجی در تاریخ ژاپن تغییر کرد، اما به‌طور کلی به عنوان یک پست مهم تحت قانون تایهو باقی ماند.
توکوگاوا یوشینوبو از سال سوم کیئو (دوره) ماه نهم روز مطابق با ۱۸ اکتبر ۱۸۶۷ تا سال سوم کیئو (دوره) ماه دوازده روز سی ام مطابق با ۲۴ ژانویه ۱۸۶۸ به مدت حدود سه ماه این منصب را عهده‌دار بود.